# Моніторинг інтернету
Моніто́ринг Інтернету (англ. Internet monitoring service) — 
це комплекс операцій з пошуку, аналізу, класифікації, кластеризації інформації з Інтернету за тематикою, що цікавить користувача. Таким чином поняття «моніторинг Інтернету» відноситься до моніторингу інтернет-ресурсів, на відміну від поняття «моніторинг мережі», яке відноситься до задач управління мережею.
Моніторинг Інтернету дозволяє відстежувати і спостерігати за розвитком тієї або іншої події або теми. З деяких пір моніторинг інтернет-ресурсів став однією з ключових складових діяльності маркетингових служб, інформаційних агентств і служб новин.

## Основні методи та інструменти моніторингу інтернет-ресурсів
Існують такі основні методи та інструменти: 
- обробка вибраних сайтів у ручному режимі
- пошукові системи і каталоги
- новинна підписка (зокрема RSS)
- спеціалізовані сервіси і програмні продукти моніторингу Інтернету.

## Ручна робота
Ручна робота, заснована на регулярній перевірці декількох сайтів, вибраних за заданою темою, - найпростіший і на жаль, не самий ефективний спосіб. Одна людина здатна обробити впродовж доби не більше декількох сотень сторінок, якщо працюватиме без відпочинку і відвернення на інші заняття. Крім того, потрібний час для обходу необхідних сторінок і збереження їх у виділених каталогах.

## Пошукові системи і каталоги
Пошукові системи і каталоги - здавалося б, також доступний і простий спосіб. Але слід пам'ятати, що будь-які, навіть найбільш популярні, пошукові системи покривають лише частину вебпростору. Час, відведений для індексування  нової інформації, може складати від декількох годин до декількох днів. Для переважної частини бізнес-задач це недозволенно великий час затримки. Крім того, в пошукових системах практично відсутні архіви документів, які колись були виставлені в Інтернеті, але потім видалені. Пошукові системи рідко дозволяють визначити "новизну" того або іншого документа. Нарешті, відкриті пошукові системи рідко індексують ті електронні версії газет, журналів і телепередач, які розташовані на нижніх рівнях відповідних сайтів. Тому часто пропускається велика частина інформативних документів. Використання вебкаталогів веде до тих самих проблем, які пов'язані з ручною обробкою інформації.

## Новинні підписки
Новинні підписки здатні частково вирішити проблему актуальності і новизни інформації, що поступає. Але, як правило, статті, що автоматично надаються, є лише короткими вирізками із сторінок довжиною одне-два вихідних речень. І для отримання повної інформації необхідно перейти на сторінку-джерело, яка в кращому випадку переобтяжена рекламою і банерами, а в гіршому - просто не має ніякого відношення до інформації з вирізки. Круг статей також обмежений: головним чином це новини. Тематичні огляди, звіти, аналітичні статті, інтерв'ю рідко потрапляють до списку підписки. 

## Спеціалізовані сервіси і програмні продукти
Інструментом моніторингу Інтернету є спеціалізовані рішення і програмні продукти (системи моніторингу інтернет-ресурсів).

### Переваги систем моніторингу інтернет-ресурсів у порівнянні з традиційними пошуковими системами
- Оперативність - бази даних таких систем поповнюються кожні 10-20 хвилин, джерела скануються з Інтернету по мірі їх оновлення, тоді як період індексації традиційних пошукових систем може вимірюватися добами.
- Доступність ретроспективного фонду - навіть якщо інформація видалена з вебсайту джерела, вона збережена в інформаційному сховищі.
- Наявність аналітичного інструментарію - користувач може в режимі реального часу не тільки отримувати результати пошуку, але і формувати дайджести, будувати сюжетні ланцюжки, аналізувати  динаміку появи понять тощо.
- Можливість селекції дублікаті - автоматичне маркування ідентичної за змістом новинної інформації.
- Наявність інструментарію багаторівневого уточнення запиту.

### Переваги систем моніторингу інтернет-ресурсів у порівнянні з новинними вебсайтами
- Охоплення  джерел - користувач має доступ до новин з тематики, що цікавить його, одночасно з великої кількості вебсайтів, включаючи і ті вибрані, які він звик проглядати щодня.
- Принцип "одних рук" - користувач системи моніторингу має доступ до інформації з багатьох вебсайтов з одного інтуїтивного інтерфейсу.
- Пошукові можливості - новинні вебсайти, на відміну від систем моніторингу, не завжди мають розвинені пошукові можливості.
- Доступність ретроспективного фонду.

Професійне використання можливостей системи моніторингу інтернет-ресурсів забезпечує якісно нові можливості для інформаційно-аналітичної роботи.

## Див. Також
- Моніторинг
- Пошукова система

## Відомі системи моніторингу інтернет-ресурсів
- News Is Free [Архівовано 4 грудня 2009 у Wayback Machine.]
- Moreover
- Webground [Архівовано 9 січня 2010 у Wayback Machine.]
- Avalanche
- InfoStream [Архівовано 16 травня 2008 у Wayback Machine.]
- Медіатека [Архівовано 18 жовтня 2015 у Wayback Machine.]
- UAport [Архівовано 10 грудня 2009 у Wayback Machine.]
- Web-Observer [Архівовано 31 січня 2010 у Wayback Machine.]
- Wisdom Well Україна
- Semantrum [Архівовано 30 вересня 2016 у Wayback Machine.] Україна